# Isla Grosa
L'Isla Grosa est une île de la région de Murcie, en Espagne.
L'Isla Grosa est la seule île de la mer Méditerranée située dans les environs de la Mar Menor. Il s'agit d'une île volcanique ; le cône du volcan est raide et atteint 90 m d'altitude. L'île mesure 17,5 ha.